# Красноїльськ (пункт контролю)
48°0′53″ пн. ш. 25°35′14″ сх. д. / 48.01472° пн. ш. 25.58722° сх. д.
Красної́льськ — пункт пропуску через державний кордон України на кордоні з Румунією.
Розташований у Чернівецькій області, Сторожинецький район, поблизу однойменного селища міського типу на автошляху Т 2608. З румунського боку розташований пункт пропуску «Вікову де Сус» неподалік від міста Верхній Віков, повіт Сучава.
Вид пункту пропуску — автомобільний, пішохідний. Статус пункту пропуску — місцевий з 9.00 до 18.00.
Характер перевезень — пасажирський.
Судячи із відсутності даних на сайті МОЗ, пункт пропуску «Красноїльськ» може здійснювати лише радіологічний, митний та прикордонний контроль.
Пункт пропуску «Красноїльськ» входить до складу митного посту «Вадул-Сірет» Чернівецької обласної митниці. Код пункту пропуску — 40802 05 00 (31).
У Чернівецькій області завершують добудову двох пунктів пропуску на кордоні з Румунією — "Дяківці" та "Красноїльськ", сказав начальник ОВА Руслан Запаранюк. За його словами, очікують, що КПП запрацюють у жовтні 2022.